# نيكولاس روجرز
نيكولاس روجرز (بالألمانية: Nicholas Rogers) (و. 1969 – م) هو ممثل، وممثل أفلام، وعارض، من أستراليا، ولد في سيدني.

## وصلات خارجية
- نيكولاس روجرز على موقع IMDb (الإنجليزية)
- نيكولاس روجرز على موقع قاعدة بيانات الفيلم (الإنجليزية)